# Siamanto
Atom Iarjanian (en armeni ԱԱտոմ Եարճանեան, en rus Атом Ярджанян), conegut pel seu pseudònim Siamanto (en armeni Սիամանթո, en rus Сиаманто) (15 d'agost de 1878, Kemaliye, Imperi Otomà - agost de 1915, Ankara, Imperi Otomà) fou un poeta armeni assassinat el 1915 després de ser deportat per les forces turques amb altres intel·lectuals durant el genocidi armeni.
El 1891 la seva família es va establir a Constantinoble, on va acabar els estudis abans d'anar-se'n a Egipte i més endavant a la Sorbona el 1897. De París es va traslladar a Ginebra, on publicà la revista Droixak, relacionada amb el moviment d'alliberament d'Armènia.
Va viure a París, Ginebra i també a Zúric, abans de tornar a Constantinoble el 1909, després de la proclamació de la constitució otomana. Va treballar el 1910 en la publicació Hairenik als Estats Units i el 1913 va visitar Tiflis i altres zones com el mont Ararat abans de la seva deportació el 1915.